# Стрмольський замок

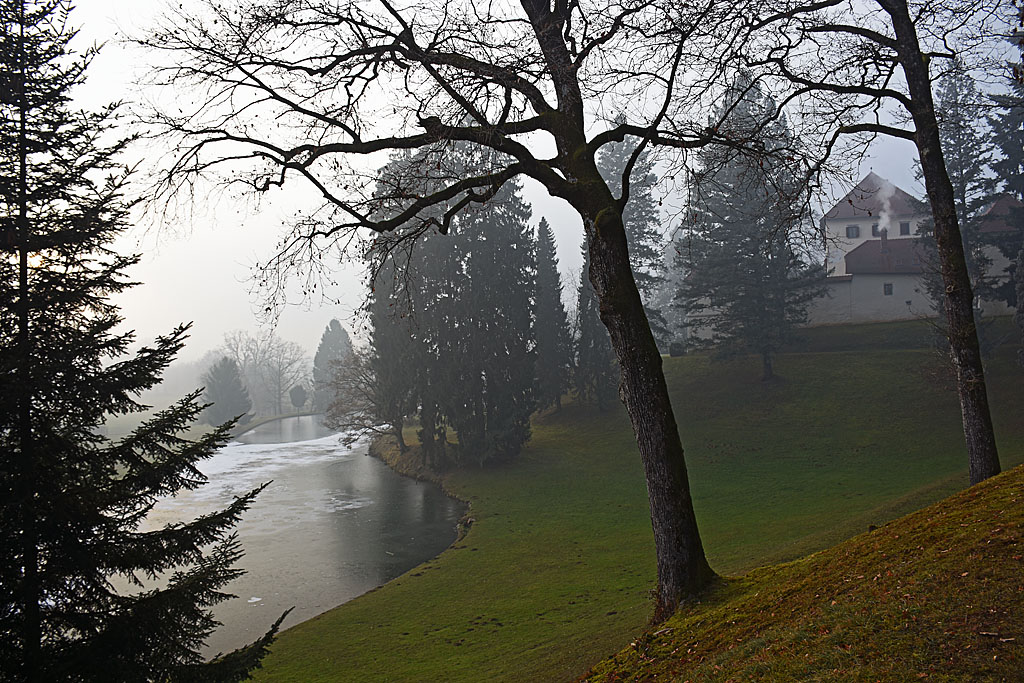
Парк в замку

Стрмолський хамок або Замок Стрмол або Град Стрмол (словен. Grad Strmol, нім. Burg Stermol) — замок, розташований біля підніжжя  Dvorjanski hrib  («Дворянський пагорб»), поблизу селищ  Чешнєвек,  Град і  Дворє, в общині Церклє-на-Горенськем , Словенія. Названий на честь його будівельників, сім'ї Стрмолів, він є одним з небагатьох замків в Словенії, який зберігав словенську назву протягом всієї своєї історії. В даний час він є гостьовим та конференц центром для уряду Республіки Словенія.

## Історія
З дванадцяти середньовічних маєтків на території сучасної общини Церклє-на-Горенськем , Стрмольський замок є єдиним, який зберігся до теперішнього часу. Замок вперше згадується в XIII столітті, хоча про його заснування немає достовірних даних. Структура зосереджена на донжоні з пізнім середньовічною серцевиною, що набула свого сучасного вигляду після ренесансної та барочної реконструкцій. Центральний донжон оточений низькою, прямокутною ренесансною оборонною стіною, укріпленою квадратними кутовими вежами, які колись мали підйомний міст над ровом. Інтер'єри обставлені старовинними меблями та предметами мистецтва.
У січні 1944 р. югославські партизани викрали і вбили власників замку Радо Грибара (1901—1944) і Ксенію Горюп Грибар (1905—1944) у лісі біля Маче. Замок був конфіскований комуністичним урядом після війни. У 1992 році було подано вимогу про повернення майна і замок був повернений спадкоємцям у 2004 році. Тіла Радо Грибара і Ксенії Горюп Грибар були знайдені в грудні 2015 року над селом Маче.

## Парк
Замок оточений парком, створеним в кінці XVII століття. Спочатку він охоплював сад на схилі під замком і чотири рибні прути на рівнині нижче, з пішохідною доріжкою з лавками, що ведуть з замку. Розташування істотно не змінилося, хоча залишилося тільки одне з водойм. Нинішня композиція включає під'їзну дорогу, яка піднімається по схилу у бік внутрішнього дворика з замком. Стіна прикрашена бароковими жіночими фігурами та статуями путто Анджело ПуттаПоцці, родом з саду неіснуючої садиби Залог (Вартенберг) у  Моравче, але переміщені сюди у 1960-х роках разом зі його статуями Атланту на північних вхідних сходинках. На протилежній стороні дворика стежка спускається до сусідньої дороги. Між під'їзними доріжками є неформальний парк, зі штучним озером і неродними деревами.